# Only Time
Only Time är en låt framförd av den irländska sångerskan Enya. Musiken är komponerad av Enya själv medan låtens text är skriven av Roma Ryan. Singeln släpptes den 20 november 2000 och finns med på Enyas studioalbum A Day Without Rain som gavs ut två dagar senare. Låten släpptes som CD-singel, maxisingel och för digital nedladdning. Maxisingeln innehåller ytterligare två låtar medan CD-singeln innehåller ytterligare en låt. Låten blev en internationell hit och nådde höga placeringar på de nationella singellistorna i ett flertal länder. Den tillhörande musikvideon till låten hade fler än 20 miljoner visningar på Youtube i mars 2014.

## Spårlistor
| 1. | Only Time | 3:37 |

| 1. | Only Time           | 3:39 |
| 2. | The First of Autumn | 3:09 |

| 1. | Only Time           | 3:40 |
| 2. | The First of Autumn | 3:10 |
| 3. | The Promise         | 2:29 |

## Listplaceringar
| Lista               | Topplacering |
| ------------------- | ------------ |
| Belgien (Vallonien) | 11           |
| Frankrike           | 51           |
| Italien             | 17           |
| Nederländerna       | 44           |
| Schweiz             | 1            |
| Sverige             | 30           |
| Tyskland            | 1            |
| Österrike           | 2            |